# 八戸市立明治小学校
八戸市立明治小学校（はちのへしりつ めいじしょうがっこう）は、青森県八戸市大字八幡にある公立小学校。

## 沿革
出典
- 1876年（明治9年） - 一日市小学と烏沢小学が発足。
- 1878年（明治11年） - 学制により、八幡小学が現在地に、一日市小学が烏沢坂下に、それぞれ創設。
- 1882年（明治15年）1月 - 改正教育令により、八幡小学校・一日市小学校と改称。
- 1886年（明治19年）4月 - 小学校令により、八幡簡易小学校・一日市簡易小学校と改称。
- 1890年（明治23年）11月 - 新小学校令により、八幡尋常小学校・一日市尋常小学校と改称。
- 1901年（明治34年）
  - 4月1日 - 八幡尋常小学校と一日市尋常小学校が合併し、改正小学校令により、明治尋常高等小学校と改称。
  - 5月26日 - 校舎新築落成式挙行。この日（5月26日）を開校記念日と定めた。
- 1912年（明治45年）5月1日 - 4教室落成式挙行。
- 1925年（大正14年）1月18日 - 体操場拡張し、6教室増改築落成式挙行。
- 1934年（昭和9年）10月15日 - 6教室増改築落成式挙行。
- 1939年（昭和14年）1月5日 - 校旗樹立（同窓会寄付）、校章制定。
- 1941年（昭和16年）
  - 4月1日 - 国民学校令により、明治国民学校と改称。
  - 5月29日 - 館国民学校と改称。
- 1947年（昭和22年）
  - 4月1日 - 学制改革により、館村立館小学校と改称。
  - 9月18日 - 館村立明治小学校と改称。
- 1955年（昭和30年）4月1日 - 館村の八戸市への合併により、八戸市立明治小学校と改称。
- 1970年（昭和45年）2月12日 - 校舎体育館新築落成記念式典挙行。
- 1978年（昭和53年）5月26日 - 創立100周年記念式典挙行（明治11年を起点とする）。
- 1983年（昭和58年）7月20日 - 学校プール完成。
- 1994年（平成6年）2月22日 - 防球ネットとバックネットが完成。
- 1996年（平成8年）2月22日 - 創立120周年記念式典挙行し、記念事業（遊具コンビネーション・グローブジャングル設置）実施。
- 1997年（平成9年）10月14日 - 体育館ステージ幕新設（PTA寄贈）。バザー実施。
- 2002年（平成14年）9月17日 - 視聴覚室配線工事実施し、パソコン20台設置。
- 2003年（平成15年）9月2日 - 校庭の土入れ替え改修工事終了。
- 2005年（平成17年）4月1日 - 2学期制導入。
- 2007年（平成19年）3月22日 - 創立130周年と屋内運動場落成の両記念式典挙行。
- 2008年（平成20年）3月19日 - 防球ネット（駐車場側）完成。
- 2009年（平成21年）3月30日 - 校舎の全トイレの入口ドア取替工事。
- 2010年（平成22年）8月3日 - 校舎耐震化補強改修工事（プレハブ仮設校舎・遺跡発掘調査）。
- 2011年（平成23年）3月1日 - 校務用パソコン導入し、校内LAN接続。
- 2015年（平成27年）12月1日 - 学習用タブレット端末（20台）配備。
- 2016年（平成28年）11月5日 - 創立140周年記念式典挙行。記念事業として、楽器購入・校庭LED照明設置・プロジェクター購入。
- 2018年（平成30年）
  - 6月5日 - PTAにより、外階段、体育館駐車場、校舎壁面外灯LED照明工事。
  - 9月2日 - 遊具周辺整備。監視カメラ設置。遊具が使用可となる。
  - 9月30日 - ダムウエーダー取替工事。

## 通学区域と進学先中学校
出典

### 通学区域
- 八幡・坂牛・櫛引・通清水・一日市・烏沢・上野・堀川・高岩・櫛引宿舎

### 進学先中学校
- 八戸市立明治中学校

## アクセス
- 南部バス「八幡」停留所から、学校正門（校門）まで、
  - バーデハウス行・一日市行・三戸行・田子行のりばから、すぐ近く（約40m）。
  - 市民病院行・中心街方面行・ラピアバスターミナル行のりばから、徒歩180m・約3分（学校前にある国道104号線を跨ぐ歩道橋経由）。

## 周辺
- 国道104号線
- 館郵便局
- 八戸市役所館市民サービスセンター
- 馬淵川

## 参考資料
- 『青森県教育史 別巻』（青森県教育委員会・1973年12月20日発行）「学校沿革 小学校」724頁「明治小学校」（一部内容除く）